# 巴尔沃纳 (加泰罗尼亚)
巴尔沃纳（西班牙語：Vallbona），是西班牙加泰罗尼亚巴塞罗那省的一个市镇。总面积7平方公里，总人口1431人（2013年），人口密度221人/平方公里。